# 尾張旭市
尾張旭市（日语：／ Owariasahi shi */?）是位於日本愛知縣西北部的行政區劃，轄區位於尾張丘陵，矢田川自南部以東西向通過，境內有包括愛知縣森林公園、小幡綠地在內的多個大型公園。

## 人口
| 尾張旭市人口分布圖 |                                                 |  |
| 尾張旭市與日本全國年齡別人口分布比較圖 （2005年資料） | 尾張旭市的年齡、男女別人口分布圖 （2005年資料） |  |
| ■紫色是尾張旭市 ■綠色是全国 | ■藍色是男性 ■紅色是女性                         |  |
| 尾張旭市人口變化 \| 1970年 \| 33,634人 \| \| \| 1975年 \| 44,061人 \| \| \| 1980年 \| 53,151人 \| \| \| 1985年 \| 57,415人 \| \| \| 1990年 \| 65,675人 \| \| \| 1995年 \| 70,073人 \| \| \| 2000年 \| 75,066人 \| \| \| 2005年 \| 78,394人 \| \| \| 2010年 \| 81,140人 \| \| \| 2015年 \| 80,787人 \| \| \| 2020年 \| 83,144人 \| \| |                                                 |  |
| 資料來源：日本總務省統計中心提供之人口普查數據 |                                                 |  |
| 1970年 | 33,634人                                        |  |
| 1975年 | 44,061人                                        |  |
| 1980年 | 53,151人                                        |  |
| 1985年 | 57,415人                                        |  |
| 1990年 | 65,675人                                        |  |
| 1995年 | 70,073人                                        |  |
| 2000年 | 75,066人                                        |  |
| 2005年 | 78,394人                                        |  |
| 2010年 | 81,140人                                        |  |
| 2015年 | 80,787人                                        |  |
| 2020年 | 83,144人                                        |  |

## 歷史
過去在令制國時代最初屬於尾張國山田郡，自12世紀以來由山田氏所掌控；16世紀山田郡被分割後，改劃入歸屬春日井郡。
17世紀進入江戶時代後，全域都成為尾張藩的領地，19世紀實施廢藩置縣後本地改隸屬名古屋藩，在1872年的第一次府縣整併後隸屬新整併而成的名古屋縣，而名古屋縣在四個月後更名為愛知縣。
1889年日本實施町村制，現在的尾張旭是轄區在當時分屬印場村、新居村、八白村三個行政區劃，在1906年愛知縣的町村整併中，這三個村被整併為旭村，1925年位於東部的美濃之池地區被劃入東側的瀨戶町（現在的瀨戶市），旭村則是在1948年先升格為旭町，1970年再次升格為市，不過由於當時在千葉現已有旭市，故在升格的同時，將名稱冠上舊國名更名為尾張旭市。

### 變遷表
| 1889年10月1日            | 1889年 - 1944年          | 1889年 - 1944年            | 1889年 - 1944年            | 1945年 - 1954年            | 1955年 - 1989年                    | 1989年 - 現在                      | 現在                               |
| ------------------------ | ------------------------ | -------------------------- | -------------------------- | -------------------------- | ---------------------------------- | ---------------------------------- | ---------------------------------- |
| 印場村                   | 1906年7月16日 合併為旭村 | 旭村                       | 旭村                       | 1948年8月5日 改制為旭町    | 1970年12月1日 升格並更名為尾張旭市 | 1970年12月1日 升格並更名為尾張旭市 | 1970年12月1日 升格並更名為尾張旭市 |
| 新居村                   | 1906年7月16日 合併為旭村 | 旭村                       | 旭村                       | 1948年8月5日 改制為旭町    | 1970年12月1日 升格並更名為尾張旭市 | 1970年12月1日 升格並更名為尾張旭市 | 1970年12月1日 升格並更名為尾張旭市 |
| 八白村                   | 1906年7月16日 合併為旭村 |                            |                            | 1948年8月5日 改制為旭町    | 1970年12月1日 升格並更名為尾張旭市 | 1970年12月1日 升格並更名為尾張旭市 | 1970年12月1日 升格並更名為尾張旭市 |
| 1925年8月26日 併入瀨戶町 | 1906年7月16日 合併為旭村 | 1929年10月1日 改制為瀨戶市 | 1929年10月1日 改制為瀨戶市 | 1929年10月1日 改制為瀨戶市 | 1929年10月1日 改制為瀨戶市         | 1929年10月1日 改制為瀨戶市         |                                    |

## 交通
名古屋鐵道瀨戶線以東西方向自主要市區中通過，藉由此條鐵路可在三十分鐘內抵達名古屋市的市中心；連結東京都至名古屋市的東名高速道路從轄區西側通過，不過在轄內未設有交流道，必須往南或往北至名古屋市內的名古屋交流道或守山智慧交流道才能進入。
市內的客運路線主要由市政府委託經營的旭號運行，包括東、西兩條路線，兩條路線可在尾張旭車站旁的市政府前換乘；此外名古屋鐵道集團旗下的名鐵巴士及名古屋市營巴士也都有路線可往返名古屋市及本地之間。

### 鐵路
- 名古屋鐵道
  - 瀨戶線：（名古屋市） - 印場車站 - 旭前車站 - 尾張旭車站 - 三鄉車站 - （瀨戶市）

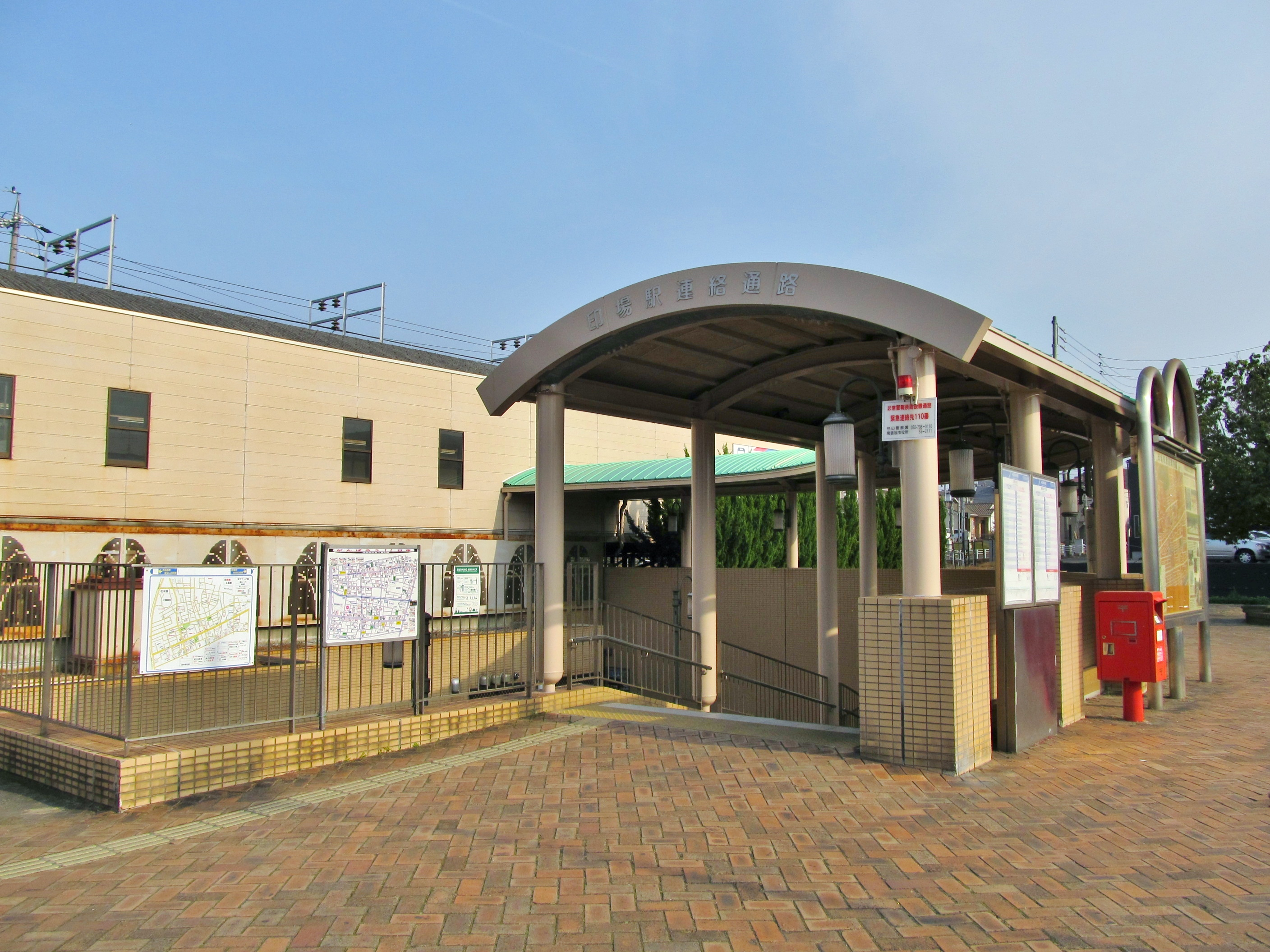
印場車站
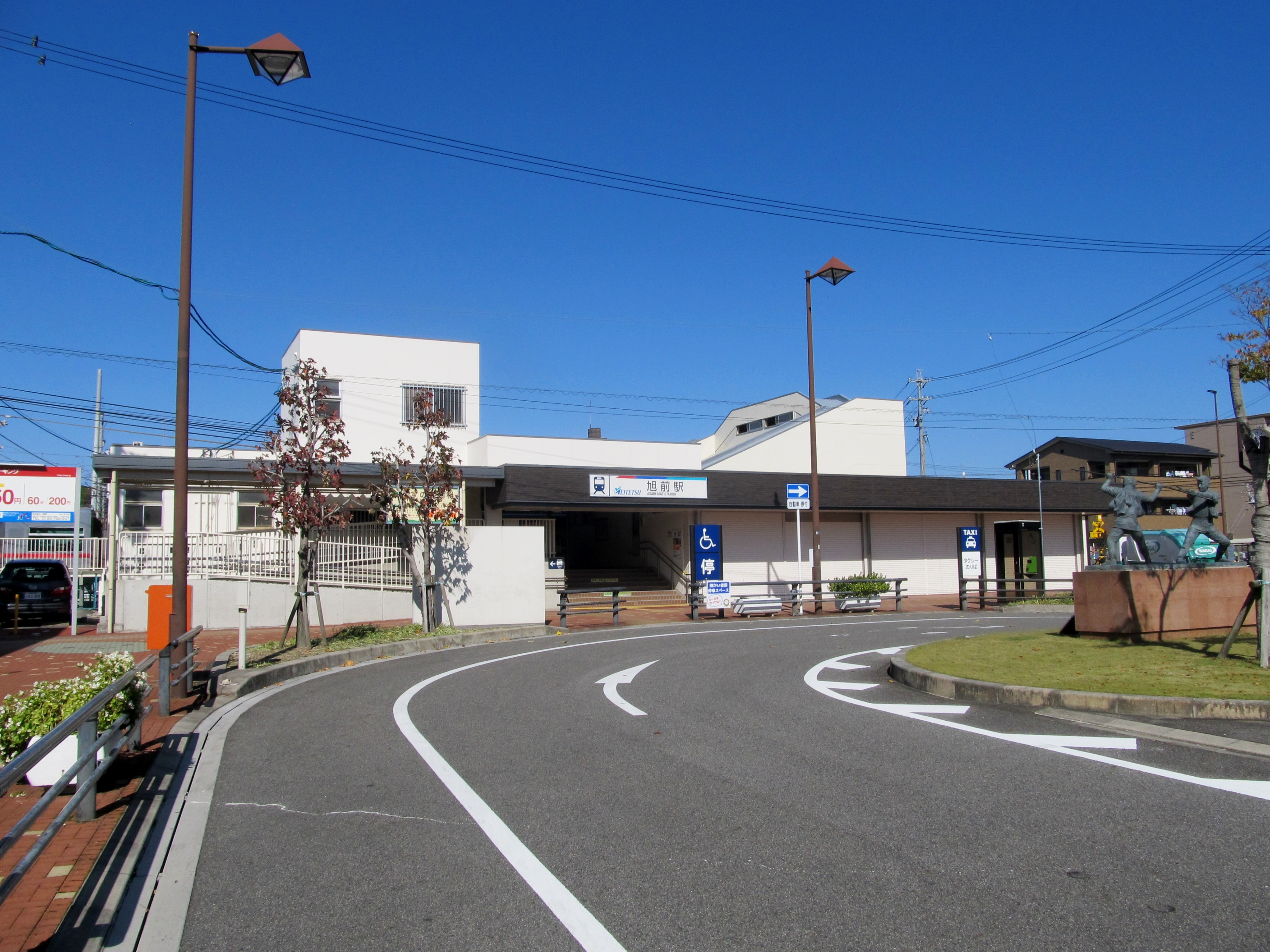
旭前車站
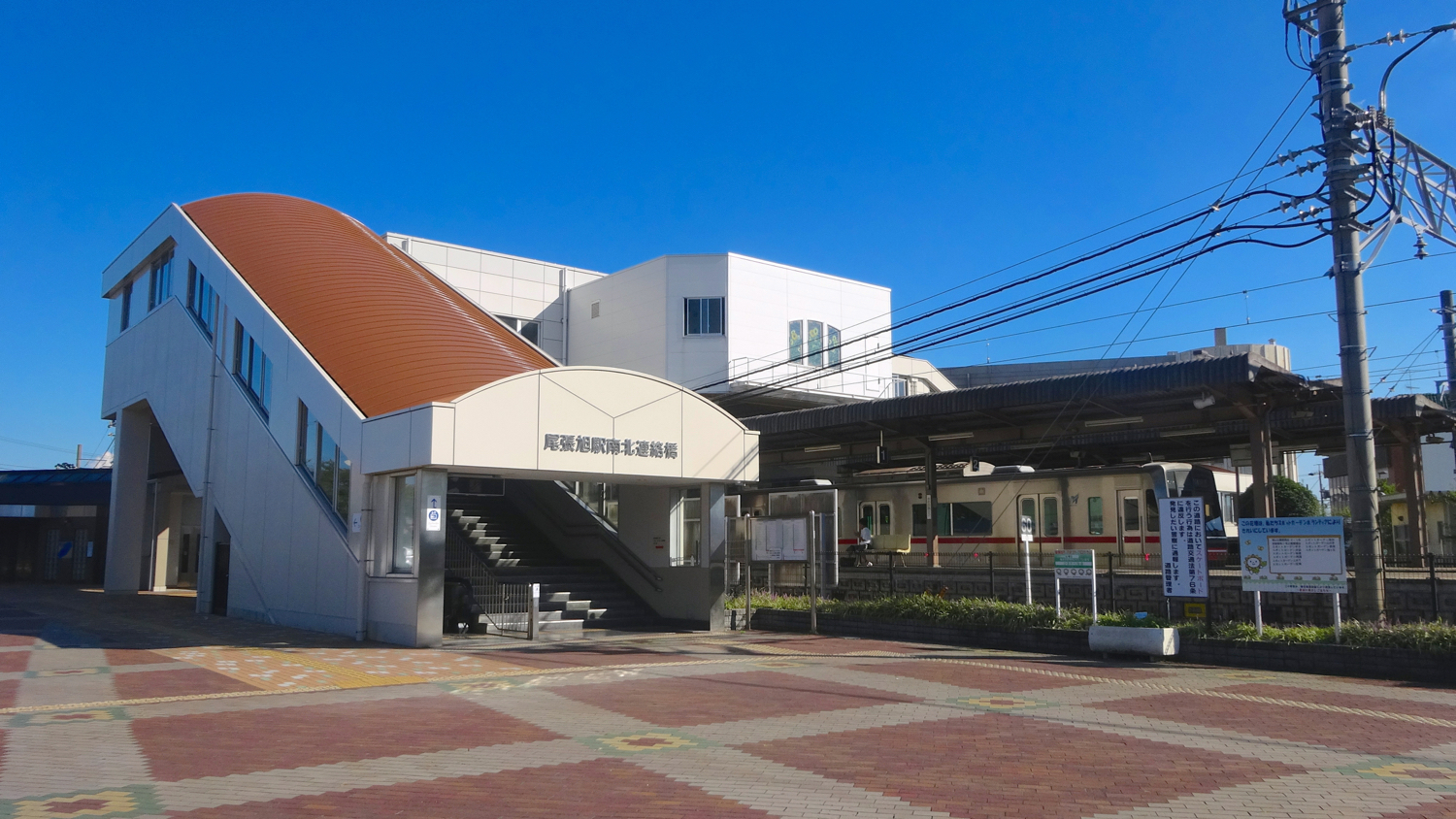
尾張旭車站
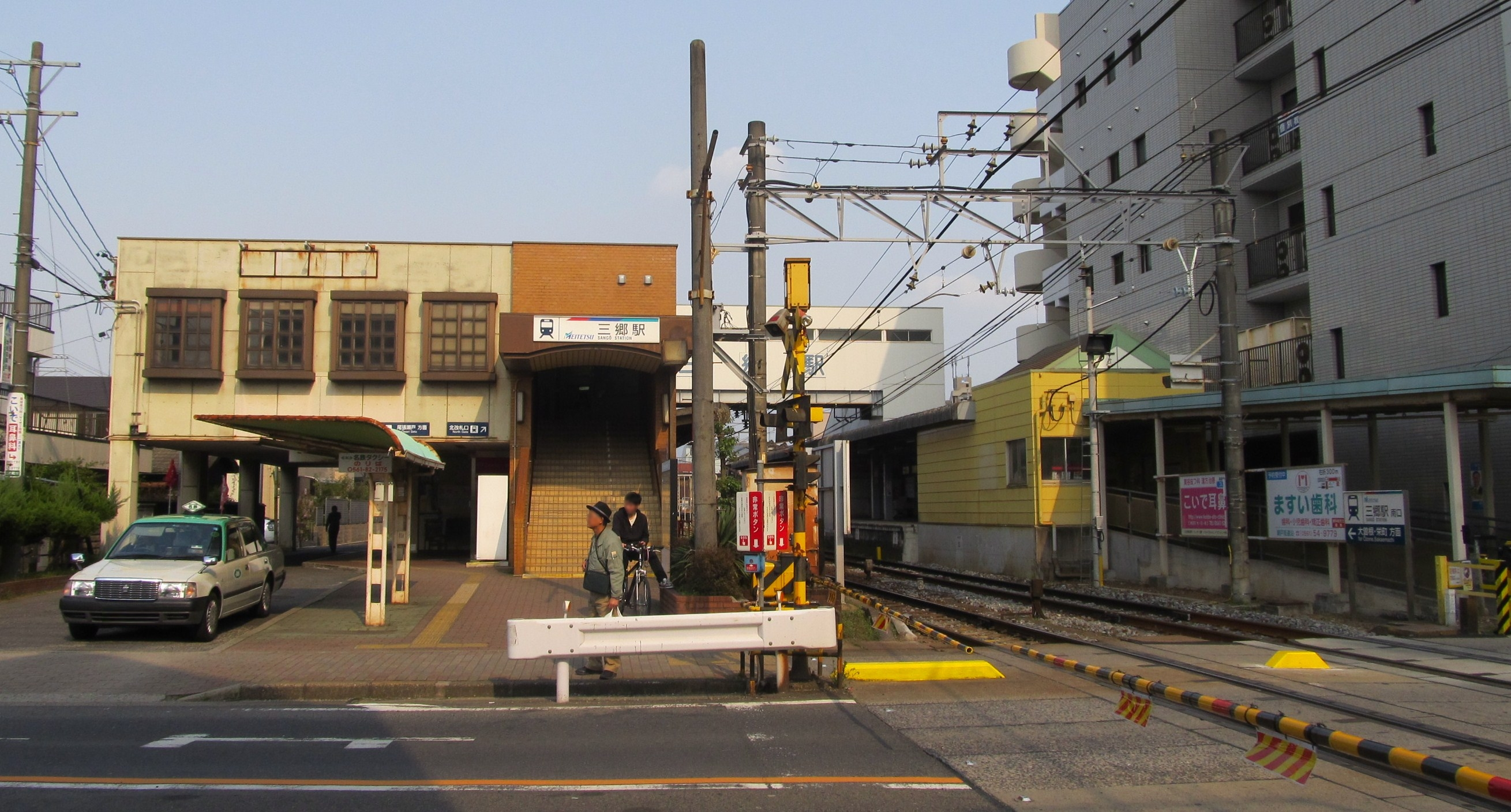
三鄉車站

### 公路
高速公路
- 東名高速道路：（名古屋市） - （轄內未設有交流道） - （名古屋市）

## 觀光資源
位於尾張旭市北部與名古屋市之間的愛知縣森林公園及西部的小幡綠地為愛知縣政府所設立的多功能遊樂園區，兩者合計其在尾張旭市內的面積已超過了全市的六分之一土地；在兩個園區內部有植物園、遊樂園設施，也設有包括棒球場、網球場、射箭場、騎馬場、高爾夫球場多個運動場地。

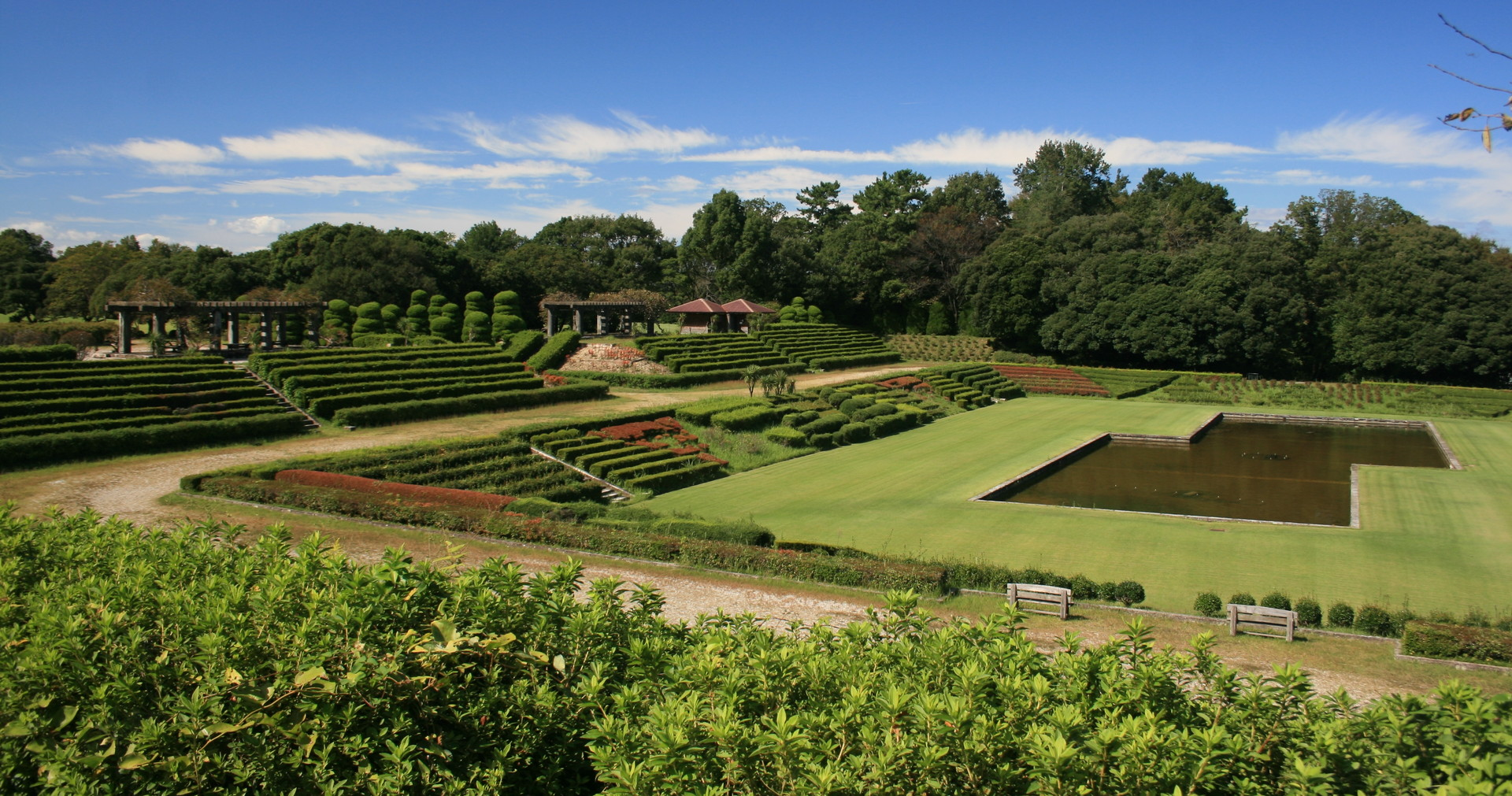
愛知縣森林公園
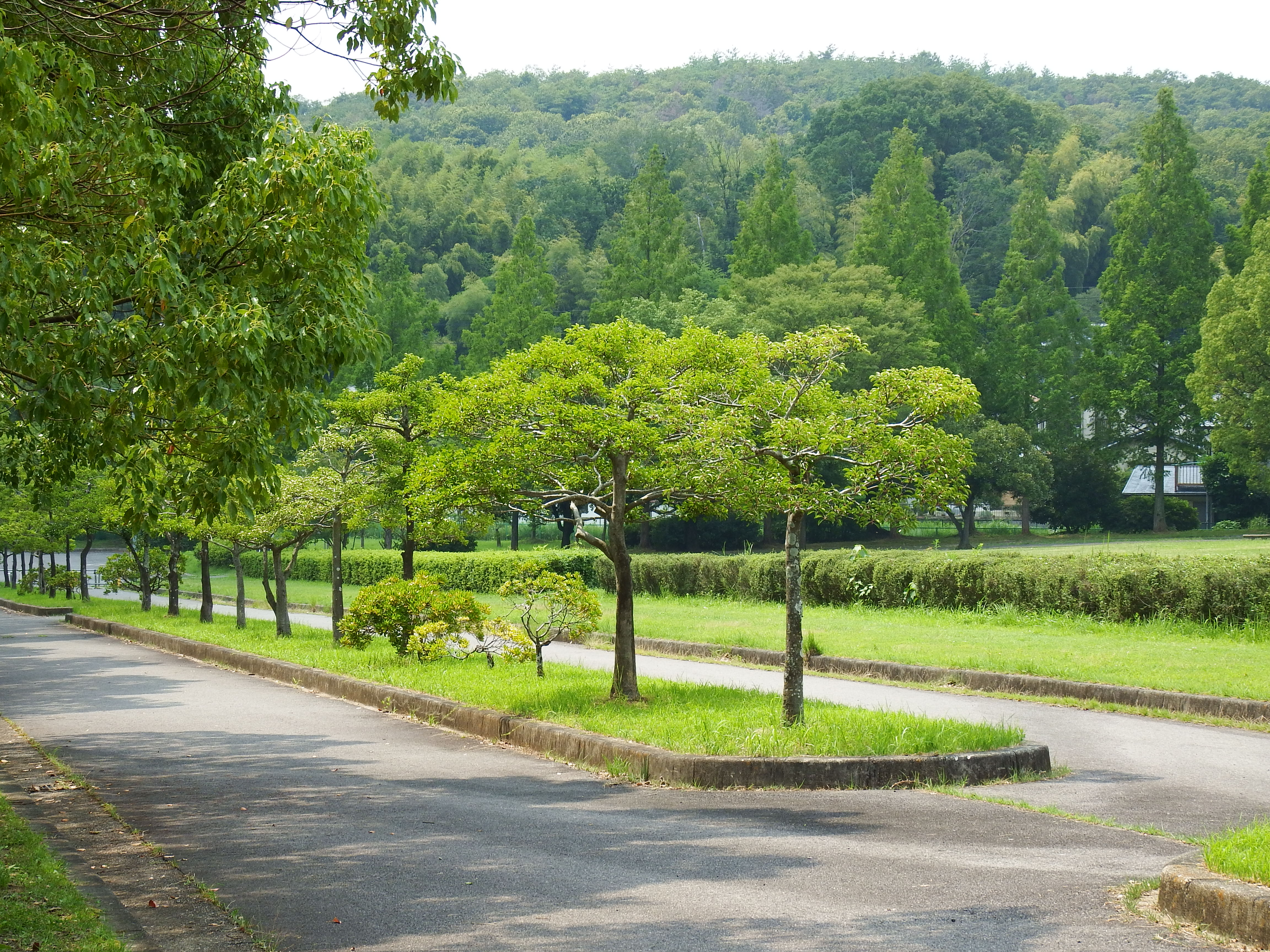
小幡綠地東園

## 教育

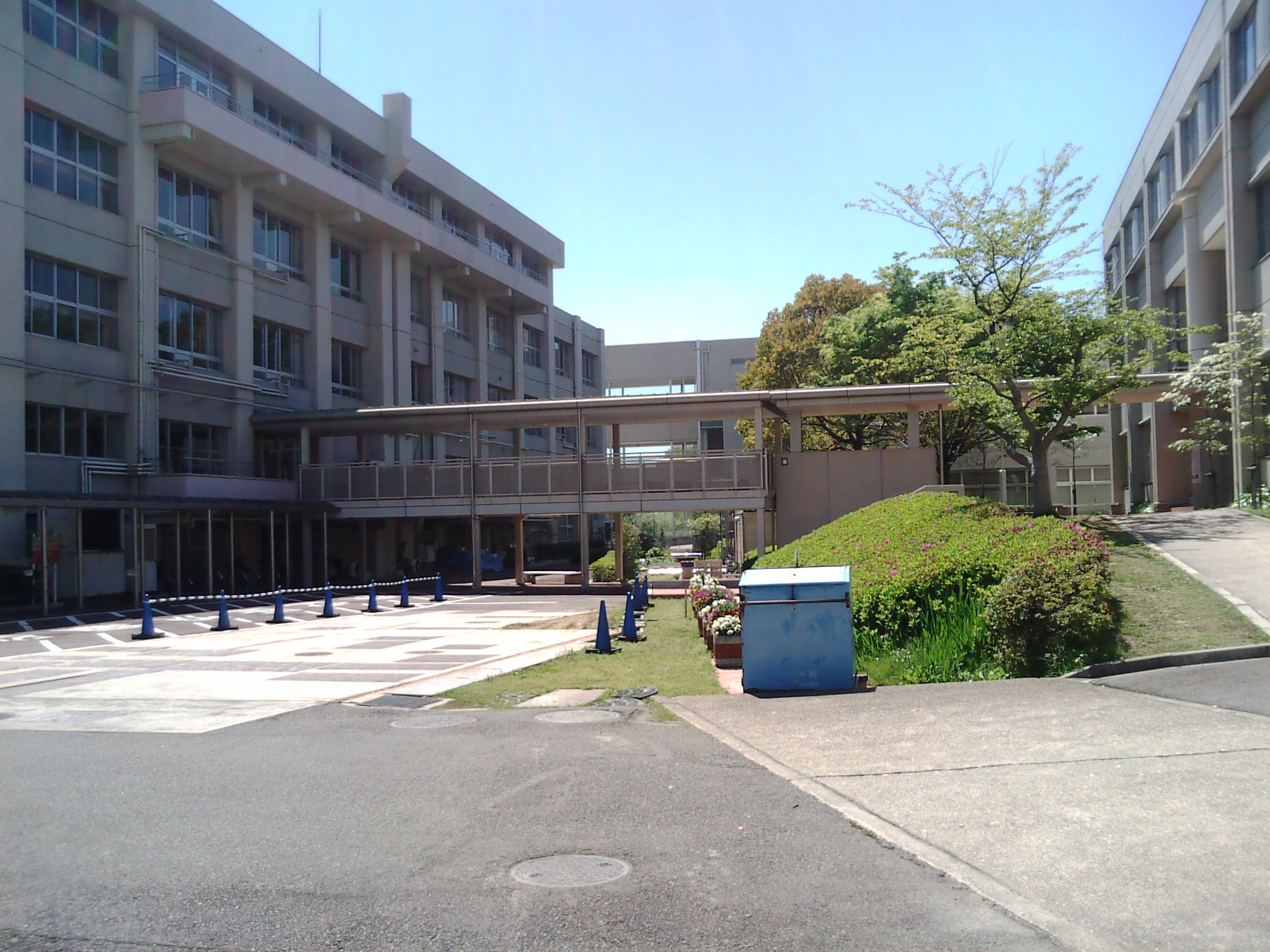
名古屋產業大學及名古屋经营短期大学的校舍

在尾張旭市的市中心有成立於2000年，以現代商務學部為主的名古屋產業大學，同一校區中也有名古屋经营短期大学。

## 外部連結
- （日語） 尾張旭市地區吉祥物あさぴ的Facebook專頁
- （日語） 尾張旭市地區吉祥物あさぴ的X（前Twitter）
- （日語） YouTube上的尾張旭市頻道